# TT341
TT341 (Theban Tomb 341) è la sigla che identifica una delle Tombe dei Nobili ubicate nell'area della cosiddetta Necropoli Tebana, sulla sponda occidentale del Nilo dinanzi alla città di Luxor, in Egitto. Destinata a sepolture di nobili e funzionari connessi alle case regnanti, specie del Nuovo Regno, l'area venne sfruttata, come necropoli, fin dall'Antico Regno e, successivamente, sino al periodo Saitico (con la XXVI dinastia) e Tolemaico.

## Titolare
TT341 era la tomba di:
| Titolare  | Titolo                                 | Necropoli           | Dinastia/Periodo         | Note |
| --------- | -------------------------------------- | ------------------- | ------------------------ | ---- |
| Nakhtamon | Sorvegliante dell'altare nel Ramesseum | Sheikh Abd el-Qurna | XIX dinastia (Ramses II) |      |

## Biografia

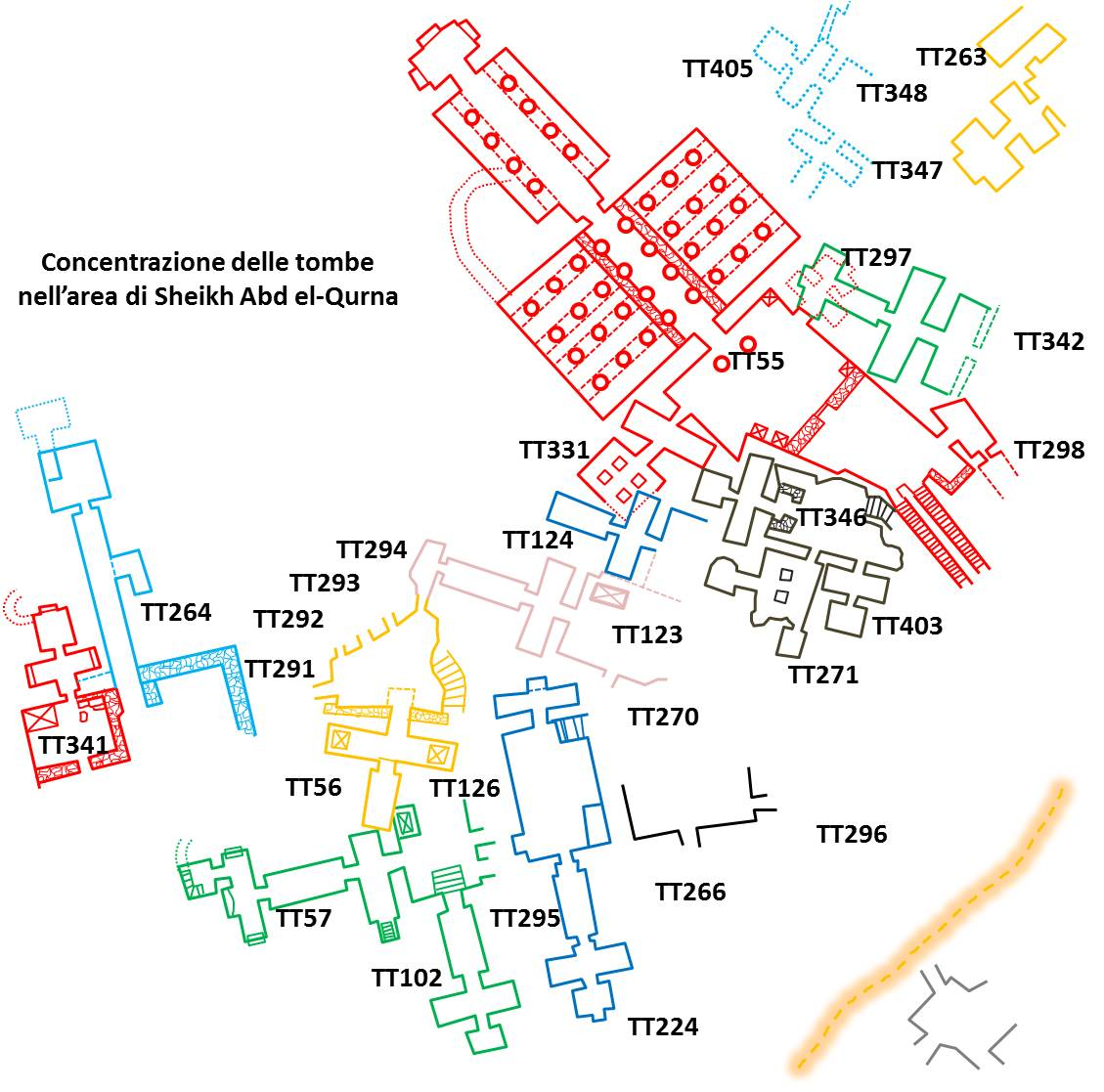
Concentrazione delle tombe nell'area di Sheikh Abd el-Qurna

Nakhtamon era responsabile dell'organizzazione della processione dei sacerdoti durante le cerimonie giornaliere nel Ramesseum e dell'esatta distribuzione delle offerte sugli altari. Pochissime sono le notizie biografiche ricavabili dalla TT341. È così noto che la moglie si chiamava Kemenaa, suo fratello Amenherib e il suo primogenito Amenabu; questi ultimi entrambi appartenenti al clero officiante nel Ramesseum e perciò a Nakhtamon sotto ordinati. Un altro figlio si chiamava Bakenptah, ma di lui non si hanno altre indicazioni.

## La tomba
Benché Porter e Moss indichino la tomba come risalente al periodo di Ramses II, e perciò alla XIX dinastia, precise indicazioni stilistiche e delle rappresentazioni umane fanno oggi propendere per un'assegnazione alla XX dinastia
TT341 si trova in un'area di Sheikh Abd el-Qurna in cui maggiormente si concentrano le tombe. Scavata direttamente nella roccia, sfrutta, come lato del cortile antistante, un muro ricavato nel più ampio cortile dell'adiacente TT264. Unica descrizione completa della tomba risale al 1948 a cura di N. de Garis Davies e Alan Gardiner: è noto, da tali descrizioni, che due false porte fiancheggiavano l'ingresso effettivo della sepoltura, ma di queste non rimane oggi più traccia così come non vi è traccia di una tavola delle offerte pure indicata come esistente nel 1925. Un breve corridoio, lungo 1,20 m e largo 1, scavato nella roccia di pessima qualità della collina sovrastante, immette in una sala trasversale di 5 m x 1,40 i cui lati corti sono preceduti da una sorta di panca che non ha funzione apparente se non, forse, quella di costituire appoggio per le offerte funerarie; dalla sala trasversale un breve cunicolo originariamente alto solo 0,70 m,e successivamente ampliato in altezza, dà accesso a una camera pressoché quadrata di 2 m x 1,80 al fondo della quale si apre una nicchia che conteneva, molto verosimilmente, una statua del defunto che venne rinvenuta nel cortile. Una particolarità riguarda gli spigoli dei locali che sono tutti arrotondati, quasi a non voler interrompere la sequenza delle immagini garantendone, con la rotondità, la continuità narrativa.
Nel corridoio di accesso esisteva (1 in planimetria) rappresentazione del defunto, in piedi, che, entrando nella sua tomba, alzava le mani al cielo per salutare gli dei che avrebbe incontrato mentre recitava inni a Osiride-Wennefer; di tale immagine restano solo labili tracce e ne è nota l'esistenza solo per alcuni disegni eseguiti, nel 1948, da N. de Garis Davies. Sulle pareti della sala trasversale: brani del Libro delle Porte con il defunto in offertorio a Osiride e sei scene del defunto, inginocchiato, dinanzi ai guardiani delle porte (2). Le scene proseguono sulle pareti adiacenti con scena di psicostasia, in cui Horus presenta il defunto e la moglie a Osiride, in presenza di Ammit (3), mentre Thot registra l'esito della pesatura e riporta il risultato a Osiride e alle dee presenti, e con rappresentazioni della processione funebre con portatori di vasi canopi e di offerte varie, buoi che trainano il sarcofago (4). Su altre pareti (5-6-7) il defunto incensato da un uomo e, proseguendo, scene di macellazione e di preparazione di cibi, un figlio, funzionari con mazzi di fiori, un cantante, un liutista e suonatori di nacchere, il tutto in presenza di Ptah-Sokaris seduto, con alle spalle il re Ramses II.
Nella camera più interna: un figlio, seguito da suonatrici di arpa e lira danzanti, offre birra al defunto e alla madre; un altro figlio offre incenso e libagioni, tra cui mazzi di cipolle, durante la festa di Bastet. Poco oltre (10-11) il defunto, la moglie (?) e alcuni figli in offertorio di essenze aromatiche a Ptah. Poco oltre (12) il defunto, con il capo coperto da un fazzoletto, esce dalla tomba accompagnato da altre persone. Su altre pareti (13-14) dee in sembianze di albero sotto cui è seduto uno dei figli.
Dalla sala più interna è noto che parta un percorso sotterraneo, che è stato ispezionato solo in minima parte.

### Annotazioni
1. ↑  La numerazione dei locali e delle pareti segue quella di Porter e Moss 1927, p. 400.
2. ↑  La prima numerazione delle tombe, dalla numero 1 alla 252, risale al 1913 con l'edizione del "Topographical Catalogue of the Private Tombs of Thebes" di Alan Gardiner e Arthur Weigall. Le tombe erano numerate in ordine di scoperta e non geografico; ugualmente in ordine cronologico di scoperta sono le tombe dalla 253 in poi.
3. ↑  I campi della Duat, ovvero l'aldilà egizio, si trovavano, secondo le credenze, proprio sulla riva occidentale del grande fiume.
4. ↑  Nella sua epoca di utilizzo, l'area era nota come "Quella di fronte al suo Signore" (con riferimento alla riva orientale, dove si trovavano le strutture dei Palazzi di residenza dei re e i templi dei principali dei) o, più semplicemente, "Occidente di Tebe".
5. ↑  le Tombe dei Nobili, benché raggruppate in un'unica area, sono di fatto distribuite su più necropoli distinte.
6. ↑  Le note, sovente di inquadramento topografico della tomba, sono tratte, fino alla TT252, dal "Topographical Catalogue" di Gardiner e Weigall, ed. 1913 e fanno perciò riferimento alla situazione dell'epoca.
7. ↑  Particolare attenzione viene posta su un cartiglio di Ramses II in cui il re della XIX viene indicato come "Ra-mesu-meri-Amon", ovvero "Ra lo ha plasmato, amato da Amon", raro esempio tipico, appunto, della XX.
8. ↑  Molto probabilmente la statua venne dedicata a Nakhtamon dalla moglie Kemenaa; l'iscrizione che la contrassegna recita, infatti: "L'Osiride, sovrintendente dell'altare, Nakhtamon, che adora Amon-Ra-Horakhti quando sorge sull'orizzonte orientale del paradiso e lo segue fino al tramonto nell'orizzonte occidentale. [..Dedicato.. (?)] da sua moglie Kemenaa".
9. ↑  L'inno a Osiride recitava, tra l'altro: "...Sono venuto a te, Signore della terra sacra, Osiride, sovrano dell'eternità, primogenito di Geb, primogenito del grembo di Nut. Faccio riverenza al signore della necropoli, che ingrandisce il cielo con le sue braccia. ....
10. ↑  Un testo, che accompagna la scena, recita tra l'altro:"...Il quarto mese della stagione di germinazione (Peret), il quarto giorno, il giorno del festival di Bastet. Trascorri [un giorno felice?], o Osiride, sovrintendente dell'altare, Nakhtamon, giustificato..."

### Fonti
1. ↑  Gardiner e Weigall 1913.
2. ↑  Donadoni 1999,  p. 115.
3. 1 2 3 4  Porter e Moss 1927, p. 408.
4. ↑  Porter e Moss 1927, secondo Porter e Moss la tomba risale al periodo di Ramses II, p. 408.
5. 1 2 3 4  (EN) La tomba TT340 di Amenemhat:, su osirisnet.net. URL consultato il 22.11.2018.
6. ↑  Gardiner e Davies 1948, pp. 31-41.
7. ↑  Calendario egizio
8. ↑  Porter e Moss 1927, p. 409.